# City of Blinding Lights
«City of Blinding Lights» (en español, «Ciudad de luces cegadoras») es una canción de la banda irlandesa de rock U2. Es la quinta pista de su álbum de estudio de 2004 How to Dismantle an Atomic Bomb y se lanzó como su cuarto sencillo el 6 de junio de 2005. Fue un éxito en Irlanda, en el Reino Unido y muchas otras regiones. Su video promocional se filmó en Vancouver, Columbia Británica (Canadá).
La primera versión de la canción se desarrolló durante las sesiones de grabación para el álbum Pop, de 1997. La letra está inspirada principalmente en los recuerdos del cantante Bono al visitar Londres por primera vez y en la experiencia personal del resto de la banda tras tocar en Nueva York luego de los atentados del 11 de septiembre de 2001. Otro segmento está basado en la relación del vocalista con su esposa. El tema central de la canción refleja la pérdida de la inocencia y la forma en la que Bono se veía a sí mismo a comienzos de la década de 1980. Su sonido se ha comparado con el tono de su disco de 1984 The Unforgettable Fire y su sencillo de 1987 «Where the Streets Have No Name».
«City of Blinding Lights» tuvo una buena recepción crítica y ganó un premio Grammy en la categoría de mejor canción de rock en la ceremonia de estos galardones de 2006. El tema hizo su debut en directo en la gira Vertigo Tour de 2005, donde se la interpretaba en primer lugar y desde ese entonces, se la tocó en cada recital. Se la empleó en episodios de Los Simpson y Entourage, así como en la película The Devil Wears Prada. Barack Obama la utilizó en los eventos de su campaña electoral en 2008 y U2 la tocó en su investidura presidencial.

## Contexto e inspiración

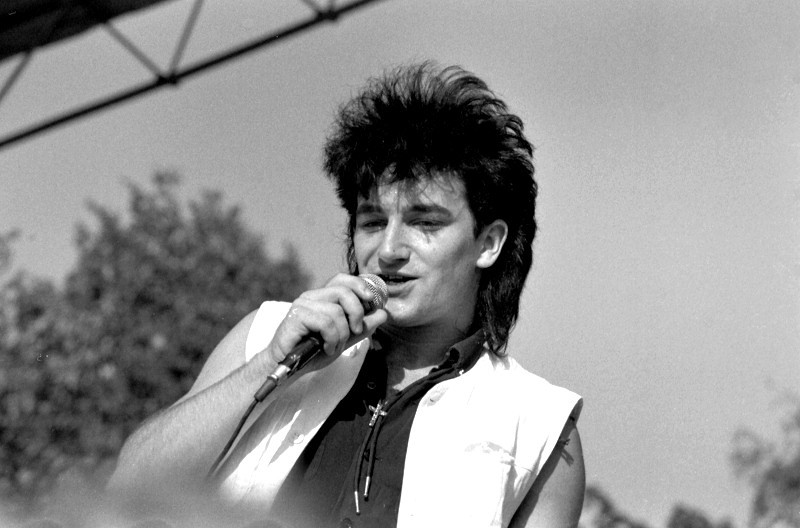
La temática de la pérdida de la inocencia de la canción se inspira en una fotografía de Bono en la década de 1980.

U2 comenzó a trabajar en «City of Blinding Lights» a partir de una canción llamada «Scott Walker», extraída de su álbum de 1997 Pop. Esta versión, escrita como homenaje al cantante homónimo, era simplemente un esquema cuando las sesiones para este disco finalizaron. La banda volvió a trabajar en ella con el fin de prepararla para su álbum de 2000 All That You Can't Leave Behind, pero quedó sin terminar para cuando se lo puso a la venta. Finalmente, la reescribieron para su disco de 2004 How to Dismantle an Atomic Bomb. El bajista Adam Clayton afirmó: «Había una melodía y un groove que no iba a ninguna parte y como que descartamos todo eso, encontramos acordes que combinaban con la melodía y la construimos de nuevo; nuevas partes de batería, de bajo y de guitarra».
Una exhibición en los Países Bajos de Anton Corbijn, el fotógrafo que había trabajado previamente con ellos, fue la inspiración para la temática de la canción. El cantante principal, Bono vio una imagen de sí mismo en un helicóptero tomada en 1982 durante la filmación del video para «New Year's Day». Un periodista le preguntó qué le diría a esa versión de sí mismo de joven si tuviera dicha posibilidad y contestó: «Le diría que tiene toda la razón y que deje de cuestionarse». Explicó más tarde este comentario: «Tomé conciencia de lo mucho que perdí, [...] esa forma de ver el mundo. Había mucha claridad [en ese punto de vista], pero era muy rebelde en cierta forma».
El estribillo está inspirado en el primer concierto de U2 en la ciudad de Nueva York tras los atentados del 11 de septiembre de 2001 durante su gira Elevation Tour. Cuando el público estuvo iluminado durante la interpretación de «Where the Streets Have No Name», la banda vio lágrimas brotando de los ojos de varios seguidores. Tras ver esto, Bono gritó Oh, you look so beautiful tonight («se ven muy bellos esta noche») y la banda agregó el verso al estribillo. La pasión de los seguidores, junto con la energía de la ciudad tras el atentado, fueron las inspiraciones principales para otras estrofas de la canción.

## Descripción y temática
«City of Blinding Lights» posee un compás de 4/4 y se interpreta en un tempo de 139 pulsaciones por minuto. Está escrita en dos tonalidades: la ♭ en las estrofas y mi ♭ en el estribillo. La versión del álbum dura 5:47 minutos. Comienza con una nota grave interpretada en guitarra eléctrica con delay y distorsión. Esta nota dura diez segundos hasta que se escucha una respuesta armónica. Ingresa después una parte de guitarra rítmica con acordes staccato tocada por The Edge. Luego de aproximadamente diez segundos entra otra línea de guitarra de registro más bajo tocada por este músico y una repetición de cuatro notas descendientes tocadas en piano por él y Bono. En el minuto 0:45, hacia la mitad de la introducción, el bajo eléctrico de Clayton y la percusión de Larry Mullen Jr. hacen su entrada junto a los sintetizadores tocados por el productor Jacknife Lee, que interpretan parte de la melodía. La primera estrofa comienza en el minuto 1:20 y está acompañada por el bajo, la batería y la guitarra rítmica con los acordes la♭-mi♭-re♭. Esta secuencia se reemplaza por si-re♭ antes del estribillo, con una pequeña armonía vocal que lleva al estribillo, donde se escuchan los acordes mi♭-re♭.
Tras el segundo estribillo, la línea de guitarra principal se alterna con la repetición de la palabra time («tiempo») en el puente de si♭-la♭, antes de un estribillo extendido. El registro vocal abarca desde re♭3 en las estrofas a un pico máximo de do5 en el estribillo. The Edge canta las armonías vocales en la segunda estrofa, los tres primeros versos del estribillo y el verso que funciona como puente Time won't leave me as I am / Time won't take the boy out of this man («El tiempo no me dejará como estoy / El tiempo no quitará al chico en este hombre»). No hay estribillo después de la tercera estrofa; en su lugar existe una coda donde, tras retomar el ostinato de piano, las partes de guitarra, bajo y batería finalizan. La canción acaba con la repetición del primero. En la edición de radio, que posee una duración de 4:11 minutos, la introducción está recortada por la mitad y el bajo y la batería entran luego de dos repeticiones del ostinato. Las primeras dos estrofas están intactas, pero el puente se acorta siete segundos, eliminando dos repeticiones de la palabra time. La tercera estrofa no figura y la coda se acorta 20 segundos.
El sonido de «City of Blinding Lights» ha sido comparado con el del sencillo de U2 de 1987 «Where the Streets Have No Name», que posee una parte de guitarra similar, así como también al tono de la atmósfera del álbum de 1984 The Unforgettable Fire. El periódico Edmonton Journal ha comparado la melodía del piano y la guitarra en la introducción con la canción de Coldplay «Clocks». La revista Rolling Stone afirmó que la canción estaba «construida sobre un lamento agridulce», mientras que Uncut comentó que era «hermosa pero algo siniestra» y comparó su letra con la de la canción de George Harrison «The Inner Light».

«Lo que se siente al llegar a los Estados Unidos, pasar por el puente hacia Manhattan. [...] Un increíble y mágico momento en nuestras vidas cuando no sabíamos lo poderoso que era no saber». —Bono sobre el significado de la canción

El tema central de la canción, reflejado en el estribillo, es la pérdida de la inocencia. Esta impresión se reforzó durante un concierto improvisado en el Empire – Fulton Ferry State Park bajo el Puente de Brooklyn; Bono presentó la canción hablando de la primera vez que la banda tocó en Nueva York y la llamó «una canción sobre la inocencia y la ingenuidad». Bono desarrolló la primera estrofa a partir de sus recuerdos de su primer viaje a Londres con su futura esposa, Alison Stewart cuando eran adolescentes. La experiencia de caminar Piccadilly Circus y por Wardour Street lo hizo «descubrir lo que una gran ciudad puede ofrecerte y lo que puede quitarte». Aunque la primera estrofa habla de Londres, el estribillo habla de Nueva York. Los versos I've seen you walk unafraid / I've seen you in the clothes you've made / Can you see the beauty inside of me? / What happened to the beauty I had inside of me? («Te he visto caminar sin temor / Te he visto en los disfraces que has hecho / ¿Puedes ver la belleza en mi interior? / ¿Qué le pasó a la belleza que tenía dentro de mí?») se escribieron como expresión de amor hacia Stewart y también como una reflexión de lo que será su vida juntos a medida que envejezcan.
Como muchas otras canciones de U2, se la puede interpretar en forma religiosa. El escritor Cameron Conant relacionó la primera estrofa con la duda acerca de sus convicciones en cuanto a la política, el matrimonio y la fe a medida que se envejece; concluyó que la convicción de una persona en cuanto a sus creencias la hace parecer que sabe más de lo que en realidad conoce. El crítico musical Bill Friskics-Warren consideró que el verso final, Blessings not just for the ones who kneel, luckily («las bendiciones no son sólo para los que se arrodillan, por suerte») es para Bono una manera de auto-reprenderse por no rezar lo suficiente o también un ataque al cristianismo porque «la fe a veces perpetúa la miseria y la división que condena». Steve Stockman, un capellán de la Universidad Queen’s de Belfast, opinó que la canción es una metáfora sobre crecer y que el verso final quiere decir que no solamente la gente con fe puede recibir bendiciones.

## Lanzamiento

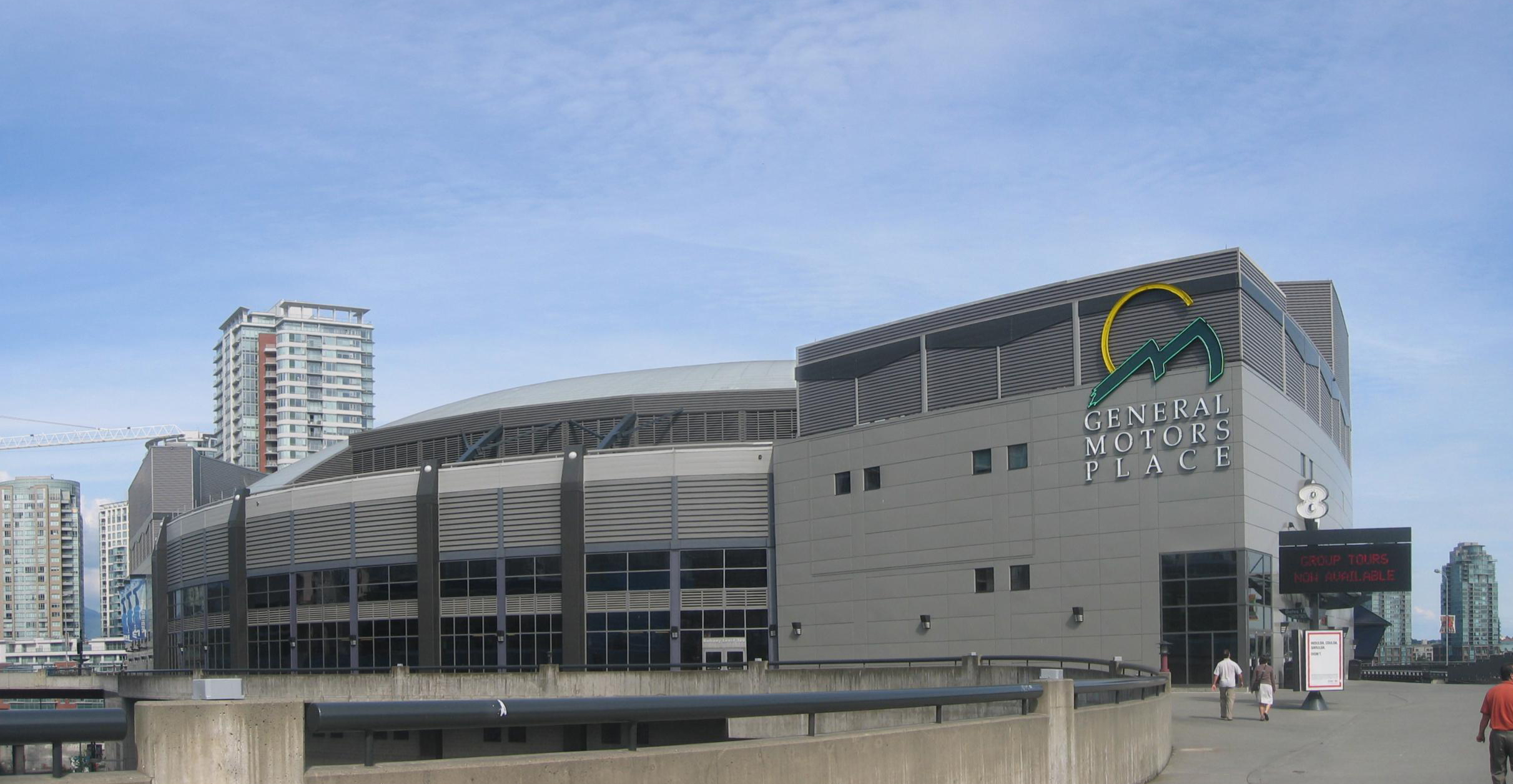
El video se filmó en el Rogers Arena en Vancouver, Columbia Británica.

Se lanzaron sencillos promocionales en el Reino Unido y los Estados Unidos en abril de 2005. La versión sacada a la venta en la primera región contiene la mezcla «Paradise Soul», la de Paul Epworth «Phones P.D.A. in N.Y.C.» y la mezcla «Killahurtz Fly» de la canción «All Because of You» en un disco de 12", mientras que la lanzada en Estados Unidos contiene la versión del álbum y la edición de radio en un CD. «City of Blinding Lights» se lanzó internacionalmente como el cuarto sencillo de How to Dismantle an Atomic Bomb el 6 de junio de 2005, tras «Vertigo» en noviembre de 2004 y el lanzamiento conjunto de «All Because of You» y «Sometimes You Can't Make It on Your Own» en febrero de 2005.
Se pusieron a la venta tres versiones principales del sencillo, incluyendo dos en formato CD y una en DVD. Además, se lanzó un mini CD en Europa y un sencillo en formato CD que contiene las cuatro canciones mencionadas se puso a la venta en Japón. La remezcla «Hot Chip 2006» del tema se incluyó en el álbum compilatorio de 2010 Artificial Horizon.

### Lados B
La mezcla «The Killahurtz Fly» de «All Because of You» fue hecha por Mick Park y Lea Kenny. También presenta una parte de bajo y guitarra adicional interpretada por Darren Murray. Las versiones en directo de «The Fly» y «Even Better Than the Real Thing» se filmaron en el concierto Stop Sellafield organizado por Greenpeace en el G-Mex Centre de Mánchester el 19 de junio de 1992. Los videos de estas interpretaciones se incluirían más adelante como pistas adicionales en el lanzamiento en DVD de Zoo TV: Live from Sydney. La interpretación de «Out of Control» se extrajo de un concierto promocional en Empire – Fulton Ferry State Park en Brooklyn, Nueva York el 22 de noviembre de 2004; el video en directo de «City of Blinding Lights» se tomó del mismo concierto. El video de «Sometimes You Can't Make It on Your Own», dirigido por Phil Joanou, también se incluyó en el DVD.

### Video promocional

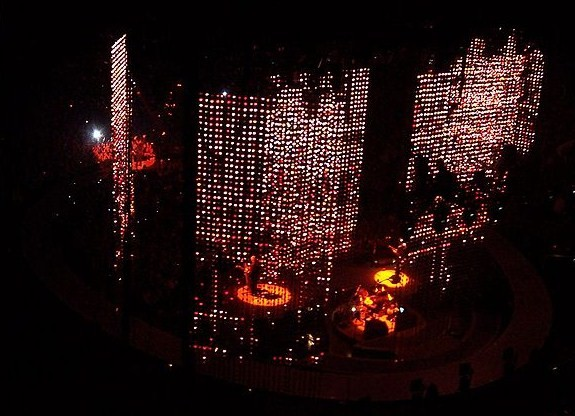
Pantalla led idéntica a la utilizada en el video de la canción.

El video promocional fue dirigido por Alex Courtes y Martin Fougerol. Filmado en el Rogers Arena en Vancouver, Columbia Británica el 27 de abril de 2005, el video incluye tomas adicionales de un concierto del grupo durante su Vertigo Tour al día siguiente. Se comenzaron a hacer planes para este proyecto cuando U2 se enteró de que el estadio estaba disponible tras su cierre patronal de 2004-2005. El mánager Paul McGuinness opinó que elegir a Vancouver como lugar de filmación tenía sentido y comentó al respecto: «Es un centro de producción de renombre mundial. Sabíamos que podríamos traer el personal, las cámaras y todo el equipo allí». Se invitó a mucha gente a participar del video a través de anuncios en la radio e Internet. La noticia del rodaje se filtró antes del anuncio oficial, lo que hizo que muchos seguidores estuvieran haciendo cola el día entero. Se admitieron entre tres mil y cinco mil personas para la filmación. Durante el rodaje, U2 tocó «City of Blinding Lights» muchas veces, así como «Vertigo», «All Because of You» y «Sometimes You Can't Make It on Your Own».
El video muestra a la banda tocando la canción en una puesta en escena del Vertigo Tour. El sonido de la interpretación en directo se mantuvo para demostrar la emoción y las imperfecciones de la interpretación. La iluminación se mantiene baja para dirigir la atención hacia las pantallas led usadas en la gira y también oscurece los rostros de los integrantes de la banda y los mantiene en sombra. Courtes y Fougerol explicaron: «Queríamos reflejar el estado de ánimo que hemos visto en los conciertos, entonces tocamos con esa iluminación sabiendo que te ciega más una luz si antes estaba oscuro».

## En directo

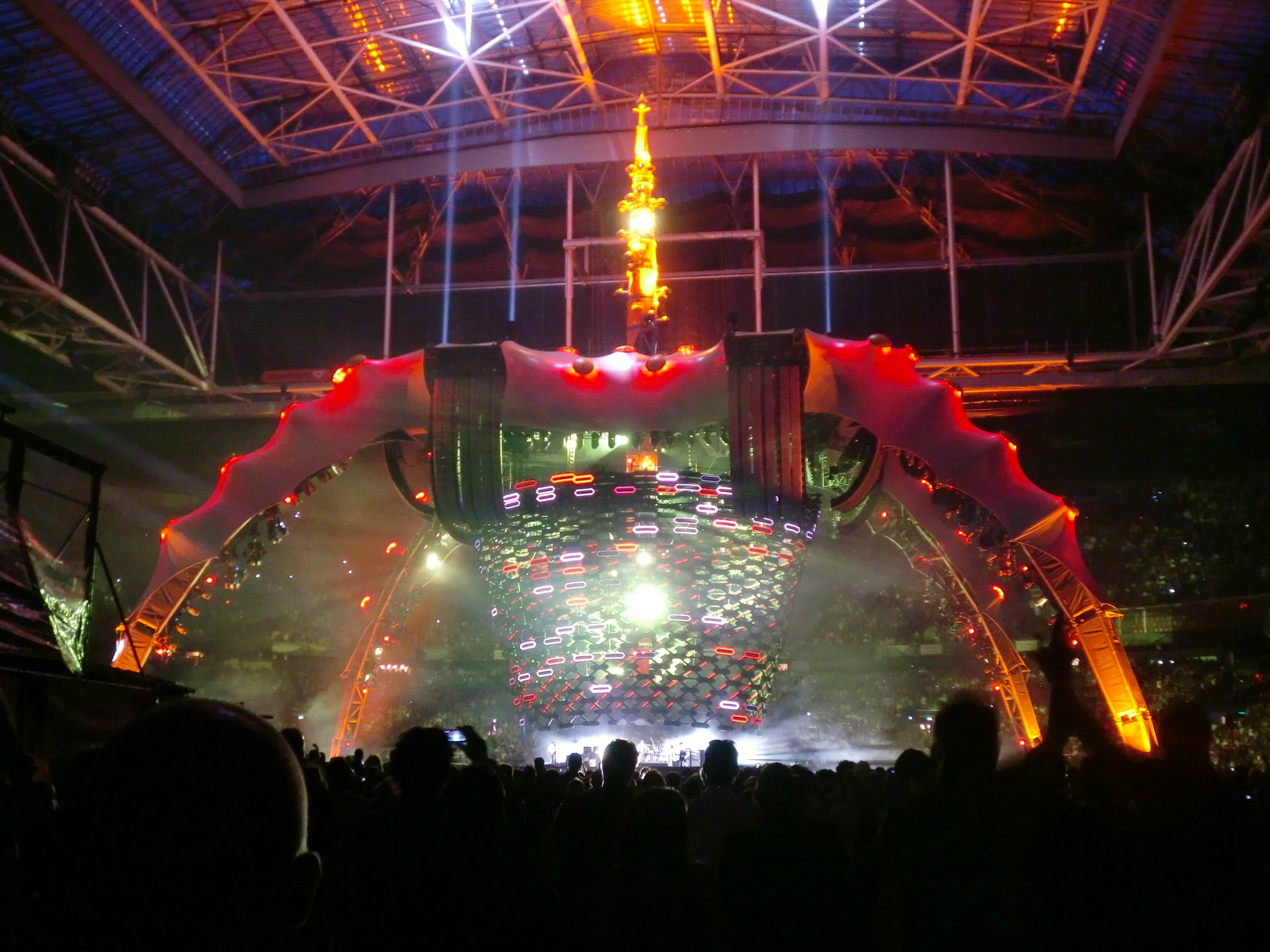
La puesta en escena de U2 en su gira 360° Tour.

«City of Blinding Lights» se interpretó en cada recital del Vertigo Tour de 2005-06. Abrió 86 de 131 conciertos y un ensayo público inmediatamente antes de su lanzamiento. Las interpretaciones comenzaban frecuentemente con papelitos cayendo desde el techo, mecanismo que funcionaba para interesar al público. Durante la presentación, se solía hacer amplio uso de las pantallas led para lograr efectos visuales; Wired mencionó que «hacen una buena imitación de Shinjuku en cuanto a la velocidad y el diseño de la iluminación para "City of Blinding Lights" saca ventaja de eso. [...] Se las ingenian para que los efectos visuales sean más que la suma de sus partes». El Vancouver Sun describió el resultado como «similar a una calle muy transitada de noche a través de un parabrisas empañado» y comentó más adelante que es «una canción para la noche —el escenario disperso y elegante está bañado constantemente de vívidos colores». Durante el Vertigo Tour, Adam Clayton interpretó la introducción de piano en un teclado. El ingeniero de audio Joe O'Herlihy opinó que el bajo de Clayton en las interpretaciones en directo es el «elemento de conducción que empuja el sonido».
La canción también se interpretó en cada concierto de la gira 360° Tour de 2009-11, en cada caso, en mitad del programa. Los efectos de iluminación usados en esta gira consistían en una pantalla led similar a la de la anterior y Edna Gundersen de USA Today los describió como «psicodélicos». Es una de las tres canciones que emplean una pantalla de video que desciende completamente. Las interpretaciones en directo del tema aparecen en los DVD  Vertigo 2005: Live from Chicago, U2 360° at the Rose Bowl, el disco adicional de U218 Singles y el álbum en directo U2.COMmunication. La versión disponible en este último está extraída de Vertigo 2005: Live from Chicago.
También formó parte de las giras Innocence + Experience Tour de 2015 y del Experience + Innocence Tour de 2018, tocándose en todos los conciertos de ambas giras. Sólo se cayó del repertorio en las giras Joshua Tree Tour 2017 y 2019.

## Recepción

### Crítica
| «Aquí está la tristeza original y melancolía latente del viejo U2, con ese mismo anhelo desesperado. La banda sonaba 25 años más vieja, pero a la vez, como si hubiera vuelto a nacer». —Micka Assayas sobre la canción. |

La recepción crítica de «City of Blinding Lights» fue positiva. En una reseña del álbum, Stephen Thomas Erlewine comentó que la canción tiene «enormes ganchos melódicos y de sonido» y la llamó «uno de los ingredientes que hace de How to Dismantle an Atomic Bomb un muy buen disco». Entertainment Weekly opinó que la canción demostraba la habilidad de la banda para «hacer que la codicia de las listas de ventas trabaje para ellos». La crítica de Pitchfork Media Amanda Petrusich la consideró uno de sus puntos sobresalientes y la llamó «una seria canción de lucha galáctica, el tipo de canción que se disfruta más en autos y aviones, simplemente porque incita [a la] frivolidad».
PopMatters afirmó: «U2 suena actualizado. [...] La ampulosidad continúa y las preguntas de Bono suenan serias sin ser demasiado entusiastas», aunque «carece de las agallas musicales y líricas de "Pride (In the Name of Love)" o "Sunday Bloody Sunday"». El crítico de Uncut Stehphen Dalton afirmó que tenía reminiscencias de los álbumes del grupo de la década de 1980; por esto lo consideró «un himno conmovedor» y le otorgó la calificación de tres estrellas sobre cinco. Peter Murphy la llamó «la obra maestra del álbum» en su reseña de Hot Press y la describió como «celestial». En la 48.ª edición de los premios Grammy, «City of Blinding Lights» ganó en la categoría de mejor canción de rock.

### Desempeño comercial
«City of Blinding Lights» alcanzó el segundo puesto en las listas de sencillos canadiense y danesa y llegó al número ocho en Irlanda. Permaneció en el Top 75 del Reino Unido durante nueve semanas y alcanzó el segundo lugar y el número 113 de las listas de fin de año. Estuvo en las listas de España 16 semanas, donde alcanzó el número uno y pasó 15 en las de los Países Bajos, donde alcanzó una posición máxima en el tercer puesto. En Australia, estuvo dos semanas en las listas y logró una posición máxima en el número 31. En los Estados Unidos, ingresó en el puesto 40 de la lista Billboard Adult Top 40. Hacia junio de 2010 había vendido alrededor de 331 000 copias en formato digital.

### Legado

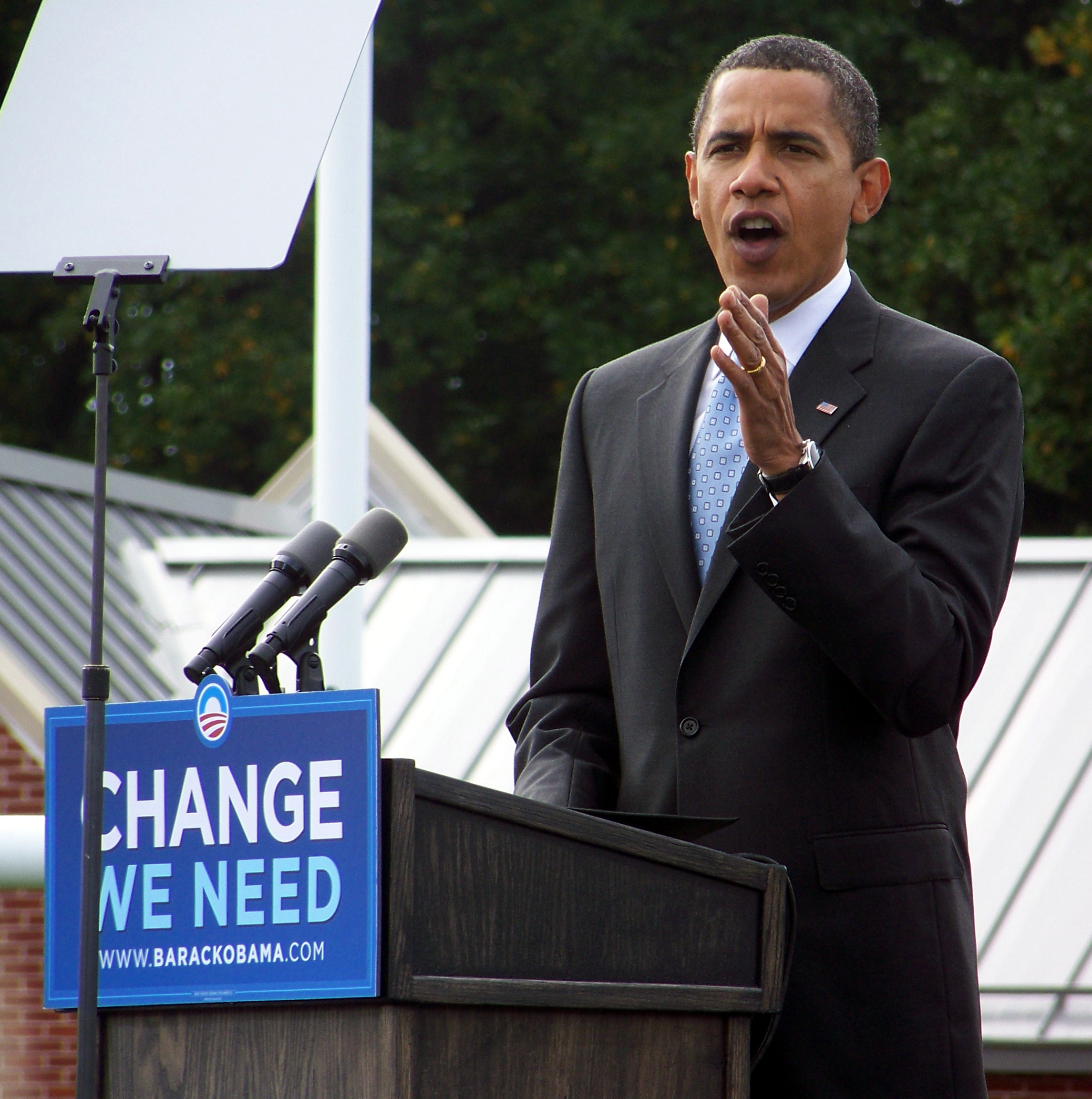
Barack Obama usó ampliamente la canción en su campaña presidencial.

La canción figura en la película de 2006 The Devil Wears Prada, más precisamente en la escena en la que Andy llega a París. El director David Frankel la usó primero en ciertas escenas filmadas en la ciudad; al ver que la música encajaba tan bien con ellas decidió incluirla definitivamente. Se parodió el uso del tema en el largometraje en el episodio de 2009 de Los Simpson «The Devil Wears Nada»; se escucha un pequeño fragmento de «City of Blinding Lights» cuando Homer y Carl llegan a la capital francesa. La canción también aparece en «I Love You Too», un episodio de 2005 de la serie de HBO Entourage. En él, U2 toca la canción en un concierto y Bono desea feliz cumpleaños a Johnny Chase. La red de deportes estadounidense ESPN usó «City of Blinding Lights» en sus comerciales de la Copa Mundial de Fútbol de 2006; el comercial, llamado «Anthem» («himno»), presentaba una narración de Bono sobre el fenómeno e imágenes de niños jugando al fútbol a lo largo del mundo y de la banda tocando la canción. ESPN usó el tema por segunda vez en enero de 2010 en comerciales para la Copa Mundial de Fútbol de 2010, lo que hizo que las ventas digitales de la canción aumentasen casi el doble desde su primer mes. En 2008 la NASA la usó para la cuarta llamada de alerta de la misión STS-126 y para llamar al especialista Robert S. Kimbrough.
Barack Obama usó la canción para anunciar su candidatura presidencial en Springfield, Illinois el 10 de febrero de 2007; también sonó después de su discurso de aceptación en la Convención Nacional Demócrata de 2008. La usó frecuentemente como tema de entrada cuando subía al escenario durante los eventos de su campaña de las elecciones presidenciales de 2008, así como en reuniones nocturnas con simpatizantes. La canción también se valoró por su imagen global, su línea de guitarra y referencias al despertar.
U2 tocó la canción, junto con «Pride (In the Name of Love)» para 40 000 concurrentes el 18 de enero de 2009 en el concierto Somos Uno, llevado a cabo en el Monumento a Lincoln para celebrar la investidura presidencial de Obama. Para presentar «City of Blinding Lights», canción que le habían solicitado interpretar, Bono dijo a Obama: «¡Qué emoción para cuatro muchachos irlandeses del norte de Dublín honrarlo, señor, el próximo presidente de Estados Unidos, Barack Obama, por usar esta canción como parte de la banda sonora de su campaña y mucho más!». Bono modificó los primeros versos y cantó America, let your road rise / Under Lincoln's unblinking eyes («Estados Unidos, que tu camino suba / Bajo los ojos imperturbables de Lincoln») en vez de Neon hearts, dayglo eyes / A city lit by fireflies («Corazones de neón, ojos de pigmentos fluorescentes / una ciudad llena de luciérnagas»). Gritó al vicepresidente Joe Biden al final de dicha estrofa y cambió una parte del estribillo para decir America's getting ready to leave the ground («Estados Unidos se prepara para dejar el suelo»).

## Lista de canciones
Toda la música compuesta por U2. 
| CD 1 |                                              |        |          |  |
| N.º  | Título                                       | Letras | Duración |  |
| 1.   | «City of Blinding Lights» (edición de radio) | Bono   | 4:11     |  |
| 2.   | «All Because of You» (Killahurtz Fly mix)    | Bono   | 5:40     |  |
| 9:51 |                                              |        |          |  |

| CD 2  |                                                                                |        |          |  |
| N.º   | Título                                                                         | Letras | Duración |  |
| 1.    | «City of Blinding Lights» (edición de radio)                                   | Bono   | 4:11     |  |
| 2.    | «The Fly» (En directo en el concierto Stop Sellafield)                         | U2     | 4:38     |  |
| 3.    | «Even Better Than the Real Thing» (En directo en el concierto Stop Sellafield) | U2     | 3:50     |  |
| 12:39 |                                                                                |        |          |  |

| Mini-CD |                                                        |        |          |  |
| N.º     | Título                                                 | Letras | Duración |  |
| 1.      | «City of Blinding Lights» (edición de radio)           | Bono   | 4:11     |  |
| 2.      | «Out of Control» (En directo en el Puente de Brooklyn) | U2     | 5:05     |  |
| 9:16    |                                                        |        |          |  |

| CD de Japón |                                                                     |        |          |  |
| N.º         | Título                                                              | Letras | Duración |  |
| 1.          | «City of Blinding Lights» (edición de radio)                        | Bono   | 4:11     |  |
| 2.          | «The Fly» (live at Stop Sellafield concert)                         | U2     | 4:38     |  |
| 3.          | «Even Better Than the Real Thing» (live at Stop Sellafield concert) | U2     | 3:50     |  |
| 4.          | «All Because of You» (Killahurtz Fly mix)                           | Bono   | 5:40     |  |
| 18:19       |                                                                     |        |          |  |

| DVD   |                                                                       |        |          |  |
| N.º   | Título                                                                | Letras | Duración |  |
| 1.    | «City of Blinding Lights» (Video en directo en el Puente de Brooklyn) | Bono   | 6:53     |  |
| 2.    | «Sometimes You Can't Make It on Your Own» (video)                     | Bono   | 4:40     |  |
| 3.    | «City of Blinding Lights» (audio)                                     | Bono   | 5:46     |  |
| 17:23 |                                                                       |        |          |  |

## Posición en las listas
| Lista (2005)      | Posición máxima |
| ----------------- | --------------- |
| Irlanda           | 8               |
| Australia         | 31              |
| Austria           | 28              |
| Bélgica (Flandes) | 29              |
| Bélgica (Valonia) | 23              |
| Canadá            | 2               |
| Dinamarca         | 2               |
| Países Bajos      | 3               |

| Lista (2005)            | Posición máxima |
| ----------------------- | --------------- |
| Francia                 | 89              |
| Alemania                | 24              |
| Italia                  | 5               |
| España                  | 1               |
| Suecia                  | 8               |
| UK Singles Chart        | 2               |
| Hot Adult Top 40 Tracks | 40              |

## Créditos
| U2 - Bono – vocalista principal, piano - The Edge – guitarra eléctrica, armonías vocales, piano - Adam Clayton – bajo eléctrico - Larry Mullen Jr. – batería, percusión Otros instrumentos - Jacknife Lee – sintetizadores | Personal técnico - Productor – Flood - Producción adicional – Chris Thomas, Jacknife Lee - Grabación – Carl Glanville - Asistente de grabación – Chris Heaney, Kieran Lynch - Mezcla –Nellee Hooper - Ingeniero de audio – Simon Gogerly, Greg Collins - Ingeniero asistente – Ian Rossiter - Programador – Fabien Waltmann |